# Барон Эберкромби
Барон Эберкромби из Абукира и Таллибоди в графстве Клакманнаншир — угасший дворянский титул в системе Пэрства Соединённого королевства.

## История

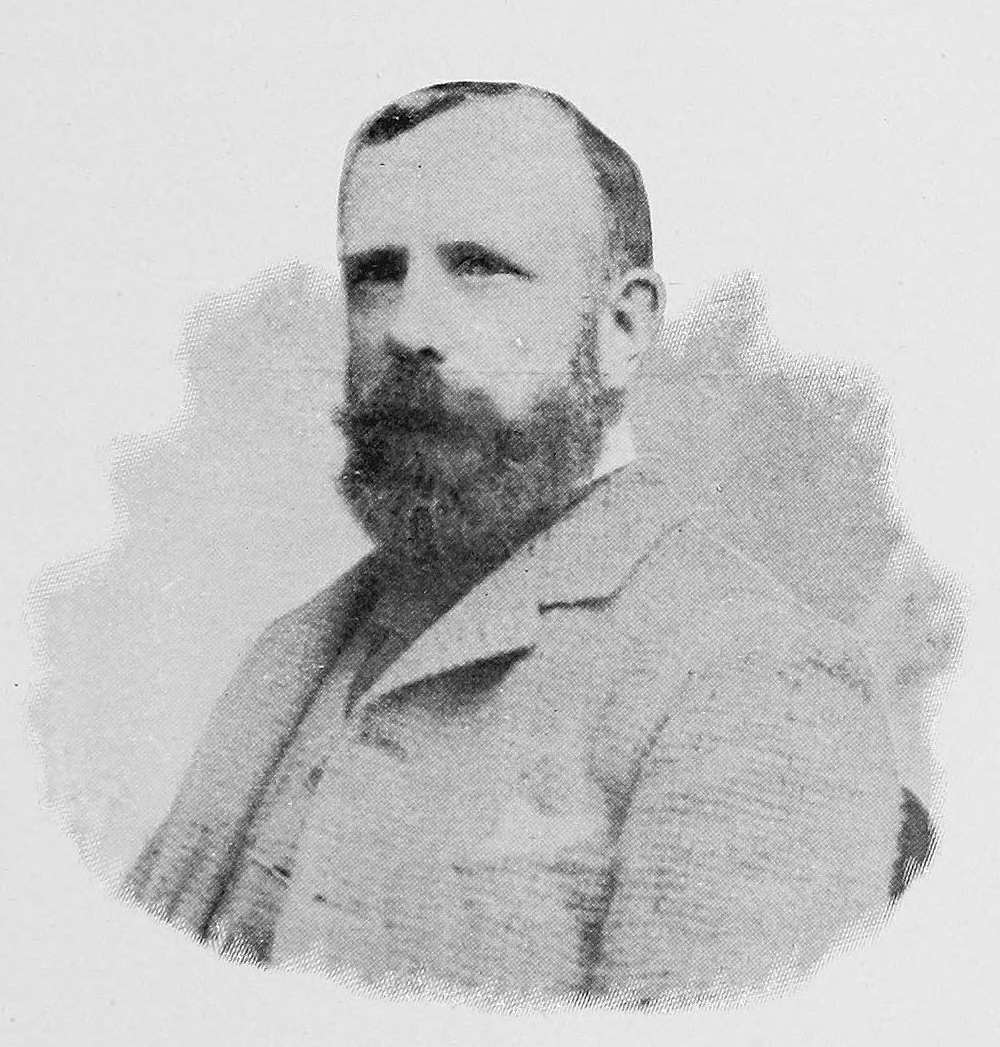
Джон Эберкромби, 5-й барон Эберкромби (1841—1924)

Титул был создан 28 мая 1801 года для Мэри, леди Эберкромби (до 1752—1821), в честь её покойного мужа, известного военачальника, генерал-лейтенанта сэра Ральфа Эберкромби (1734—1801), который скончался от ран, полученных в битве при Абукире в 1801 году. Последний был внуком Александра Эберкромби, депутата парламента Шотландии от Клакманнаншира (1703—1707), младшего сына сэра Александра Эберкромби, 1-го баронета из Биркенбога. Леди Эберкромби наследовал в 1821 году её старший сын, Джордж Эберкромби, 2-й барон Эберкромби (1770—1843). Он заседал в палате общин Великобритании от Эдинбурга (1805—1806) и Клакманнаншира (1806—1807, 1812—1815), а также должность лорда-лейтенанта Стирлингшира (1837—1843). Его сменил в 1843 году его сын, Джордж Эберкромби, 3-й барон Эберкромби (1800—1852). Он был депутатом Палаты общин Великобритании от Клакманнаншира (1824—1826, 1830—1831), Стирлингшира (1838—1841) и Клакманнаншира и Кинроссшира (1841—1842), а также занимал должность лорда-лейтенанта Клакманнаншира (1840—1852). Ему наследовал в 1852 году его старший сын, Джордж Кэмпбелл Ральф Эберкромби, 4-й барон Эберкромби (1838—1917). Он занимал пост заместителя лейтенанта Стирлингшира в 1860 году. Он был бездетным, и его сменил его младший брат, Джон Эберкромби, 5-й барон Эберкромби (1841—1924). Он занимал пост президента Общества Антикваром Шотландии (1913—1918). После его смерти в 1924 году баронский титул прервался.
Достопочтенный Джеймс Эберкромби (1776—1858), третий сын сэра Ральфа Эберкромби и баронессы Эберкромби, служил спикером Палаты общин в 1835—1839 годах. В 1819 году для него был создан титул барон Денфермлина.

## Бароны Эберкромби (1801)
- Мэри Энн Эберкромби, 1-я баронесса Эберкромби (до 1752 — 11 февраля 1821), дочь шотландского бизнесмена Джона Мензиса (1808—1879)
- Джордж Эберкромби, 2-й барон Эберкромби (14 октября 1770 — 15 февраля 1843), старший сын предыдущей
- Джордж Кэмпбелл Ральф Эберкромби, 3-й барон Эберкромби (30 мая 1800 — 25 июня 1852), старший сын предыдущего
- Джордж Кэмпбелл Ральф Эберкромби, 4-й барон Эберкромби (23 сентября 1838 — 30 октября 1917), старший сын предыдущего
- Джон Эберкромби, 5-й барон Эберкромби (15 января 1841 — 7 октября 1924), младший брат предыдущего.